# Canarium
Canarium é um género botânico pertencente à família Burseraceae.

## Espécies
- C. album
- C. asperum
- C. australianum
- C. bengalense
- C. commune
- C. decumanum
- C. denticulatum
- C. fusco-calycinum
- C. harveyi
- C. indicum
- C. kipella
- C. liguliferum
- C. littorale
- C. luzonicum
- C. madagascariense
- C. manii
- C. mehenbethene
- C. muelleri
- C. odontophyllum
- C. ovatum
- C. paniculatum
- C. patentinervium
- C. perlisanum
- C. pimela
- C. pseudodecumanum
- C. pseudopatentinervium
- C. pseudopimela
- C. pseudosumatranum
- C. reniforme
- C. sarawakanum
- C. schweinfurthii
- C. strictum
- C. tramdenum
- C. whitei
- C. zeylanicum